# Robert Z’Dar
Robert Z’Dar (eigentlich Robert J. Zdarsky; * 3. Juni 1950 in Chicago, Illinois; † 30. März 2015 in Pensacola, Florida) war ein US-amerikanischer Schauspieler litauischer Herkunft.

## Leben und Karriere
Robert Zdarsky sammelte bereits in der High School erste Theatererfahrungen und schloss später an der Arizona State University mit dem Bachelor of Fine Arts ab. Anschließend arbeitete er als Polizist in Chicago. Er litt an Cherubismus, durch seine markanten Gesichtszüge wurde er in Filmen oft als Bösewicht eingesetzt.
Um seine Schauspielkarriere als Robert Z’Dar weiter voranzubringen, zog es ihn schließlich nach Hollywood, wo er sich zunächst als Nebendarsteller in diversen C-Movies durchschlug. 1988 wurde er dann von William Lustig und Larry Cohen für die Titelrolle in Maniac Cop besetzt, in welcher er jedoch nur unter starkem Make Up als Zombie-Polizist zu sehen war. Diese Rolle brachte ihm neben zwei weiteren Auftritten als Maniac Cop eine Nebenrolle in dem Stallone/Russell-Vehikel Tango und Cash ein. 2011 stand er in der Direct-to-Video Produktion Professor Cordell vor der Kamera.
Vom Mystery Science Theater 3000 bekam er die Bezeichnung „Ein Baseball-Handschuh mit Augen“ verpasst.
Robert Z’Dar wirkte in mehr als 121 Filmen mit.

## Filmografie (Auswahl)
- 1984: Code Name: Zebra
- 1986: Cherry 2000
- 1987: Rächer der Nacht (The Night Stalker)
- 1988: Grotesk – Kampf ums Überleben (Grotesque)
- 1988: Fighting Warriors (Dead End City)
- 1988: Maniac Cop
- 1989: Soultaker
- 1989: Tango und Cash (Tango & Cash)
- 1989: Thunder Drive – Fluchtpunkt Los Angeles (The Big Sweat)
- 1990: Dragonfight
- 1990: Born Killer
- 1990: Maniac Cop 2
- 1990: Mein Kumpel, der Kobold (A Gnome Named Gnorm)
- 1990: Soultaker
- 1990: Final Sanction – Zum Töten gedrillt (Final Sanction)
- 1991: Beastmaster II – Der Zeitspringer (Beastmaster 2: Through the Portal of Time)
- 1991: Die wahren Bosse – Ein teuflisches Imperium (Mobsters)
- 1991: Samurai Cop
- 1992: Maniac Cop 3
- 1993: Pocket Ninjas
- 1993: Return to Frogtown
- 1994: Professional Affair
- 1994: Infernal Soldier (The Mosaic Project)
- 1995: Enter the Blood Ring
- 1995: Heiße Flucht nach Vegas (Destination Vegas)
- 1995: Red Line
- 1997: Future War
- 2003: Zombiegeddon
- 2004: The Rockville Slayer